# JDownloader
 (avril 2021).
JDownloader est un gestionnaire de téléchargement libre, disponible sur Windows, Mac OS X et sur GNU/Linux, écrit en Java. Le logiciel est pour le moment sous GNU GPL.

## Présentation

### Caractéristiques
JDownloader, écrit en Java par la société allemande Appwork GmbH, est un logiciel multiplate-forme disponible sur Windows, macOS et Linux. De manière communautaire, il est traduit en plusieurs langues dont le français. JDownloader est libre et open-source. On le retrouve en effet sous la licence GPLv3. Le logiciel se finance grâce aux dons de ses utilisateurs, et à la publicité incluse sur le site et dans l'installateur sous forme d'adware optionnel (un installateur sans adware est aussi proposé) mais aussi directement dans le logiciel avec un lien, que l'on peut toutefois désactiver dans les paramètres avancés, qui invite l'utilisateur à souscrire à une offre payante chez l'hébergeur suisse Uploaded.